# Utóélet
Az Utóélet 2014-es magyar film, írója és rendezője Zomborácz Virág. 
Világpremierje a 49. Karlovy Vary-i Nemzetközi Filmfesztiválon volt, a magyar mozikba 2014. őszén került, 2016-ban pedig Olaszországban is forgalmazni kezdték.

## Történet
A mindentől szorongó Mózes (Kristóf Márton) képtelen megfelelni lelkész  apja (Gálffi László) elvárásainak. Amikor a lelkész váratlanul  szívrohamot kap és meghal, Mózes szinte megkönnyebbül: megszűnt a nyomás, ami az egyházi pályára kényszerítette volna őt. Csakhogy a  halotti toron megpillantja apja kísértetét, ami – bár nem tud beszélni –  innentől kezdve folyamatosan a nyomában van. Mózes kétségbeesetten  próbál megszabadulni a kísértettől, és ebben segítségére van egy  spiritiszta autószerelő (Anger Zsolt), valamint a lelkész asszisztense (Petrik Andrea).

## Szereplők
- Kristóf Márton (Mózes)
- Gálffi László (a lelkész/a kísértet)
- Petrik Andrea (Angéla)
- Csákányi Eszter (Janka néni)
- Anger Zsolt (az autószerelő)
- Gyabronka József (az esperes)
- Kinczli Krisztina (Teréz)
- Hang Lili Rozina (Ramóna)

## Fesztiválok, díjak[7]
- Bergamo Film Meeting – Közönségdíj[8] (2015)
- Magyar Filmkritikusok Díja – Legjobb színész: Gálffi László (2015)
- Valladolid International Film Festival – Legjobb játékfilm (2014)
- Vilnius International Film Festival – Legjobb színész: Kristóf Márton[9][10] (2015)
- Magyar Filmhét – Legjobb női mellékszereplő: Csákányi Eszter[11] (2016)
- Pinamar Pantalla (2016)
- Athens PANORAMA (2014)
- Braunschweig International Film Festival (2014)
- Calcutta International Film Festival (2014)
- Palm Springs International Film Festival (2015)
- Portland International Film Festival (2015)
- Istanbul Rendez-Vous (2014)
- Pune International Film Festival (2015)
- San Jose Cinequest (2015)
- Tromso International Film Festival (2015)
- Canberra International Film Festival (2014)
- Katowice Ars Independent Festival (2014)
- Minneapolis St. Paul  International Film Festival (2015)
- Taipei Golden Horse Fantastic Film Festival (2015)
- Karlovy Vary International Film Festival (2014)